# Nils Jonson
Nils „Tomten“ Jonson (* 16. November 1925; † 3. Januar 2025) war ein schwedischer Badmintonspieler.

## Karriere
Nils Jonson gewann 1945 seinen ersten nationalen Titel in Schweden, 15 weitere folgten bis 1956. International wurde er 1948 Zweiter bei den All England im Herrendoppel. Seit 1945 startete er für AIK Stockholm.

## Sportliche Erfolge
| Saison    | Veranstaltung                     | Disziplin    | Platz | Name                                          |
| --------- | --------------------------------- | ------------ | ----- | --------------------------------------------- |
| 1942/1943 | Schweden: Einzelmeisterschaft U19 | Herrendoppel | 1     | Nils Jonson / Stellan Mohlin (BK Eken)        |
| 1944/1945 | Schweden: Einzelmeisterschaft     | Herrendoppel | 1     | Nils Jonson / Anders Salén (Eken / SBK)       |
| 1945/1946 | Schweden: Einzelmeisterschaft     | Herrendoppel | 1     | Nils Jonson / Lars Carlsson (AIK)             |
| 1945/1946 | Schweden: Einzelmeisterschaft     | Mixed        | 1     | Nils Jonson / Kerstin Bergström (AIK)         |
| 1946/1947 | Schweden: Einzelmeisterschaft     | Herrendoppel | 1     | Nils Jonson / Lars Carlsson (AIK)             |
| 1946/1947 | Schweden: Einzelmeisterschaft     | Mixed        | 1     | Nils Jonson / Signe Håkansson (AIK / BK Aura) |
| 1947/1948 | Schweden: Einzelmeisterschaft     | Herrendoppel | 1     | Nils Jonson / Lars Carlsson (AIK)             |
| 1948      | All England                       | Herrendoppel | 2     | Conny Jepsen / Nils Jonson                    |
| 1948/1949 | Schweden: Einzelmeisterschaft     | Herreneinzel | 1     | Nils Jonson (AIK)                             |
| 1949/1950 | Schweden: Einzelmeisterschaft     | Herrendoppel | 1     | Nils Jonson / Olle Wahlberg (AIK)             |
| 1950/1951 | Schweden: Einzelmeisterschaft     | Herrendoppel | 1     | Nils Jonson / Stellan Mohlin (AIK)            |
| 1951/1952 | Schweden: Einzelmeisterschaft     | Herreneinzel | 1     | Nils Jonson (AIK)                             |
| 1951/1952 | Schweden: Einzelmeisterschaft     | Herrendoppel | 1     | Nils Jonson / Stellan Mohlin (AIK)            |
| 1952/1953 | Schweden: Einzelmeisterschaft     | Herrendoppel | 1     | Nils Jonson / Stellan Mohlin (AIK)            |
| 1952/1953 | Schweden: Einzelmeisterschaft     | Herreneinzel | 1     | Nils Jonson (AIK)                             |
| 1953/1954 | Schweden: Einzelmeisterschaft     | Herrendoppel | 1     | Nils Jonson / Stellan Mohlin (AIK)            |
| 1954/1955 | Schweden: Einzelmeisterschaft     | Herrendoppel | 1     | Nils Jonson / Stellan Mohlin (AIK)            |
| 1955/1956 | Schweden: Einzelmeisterschaft     | Herrendoppel | 1     | Nils Jonson / Stellan Mohlin (AIK)            |
| 1962/1963 | Schweden: Einzelmeisterschaft O35 | Herrendoppel | 1     | Nils Jonson / Stellan Mohlin (AIK)            |
| 1963/1964 | Schweden: Einzelmeisterschaft O35 | Herrendoppel | 1     | Nils Jonson / Stellan Mohlin (AIK)            |
| 1964/1965 | Schweden: Einzelmeisterschaft O35 | Herrendoppel | 1     | Nils Jonson / Stellan Mohlin (AIK)            |
| 1965/1966 | Schweden: Einzelmeisterschaft O35 | Herrendoppel | 1     | Nils Jonson / Stellan Mohlin (AIK)            |